# Jutta Wagner

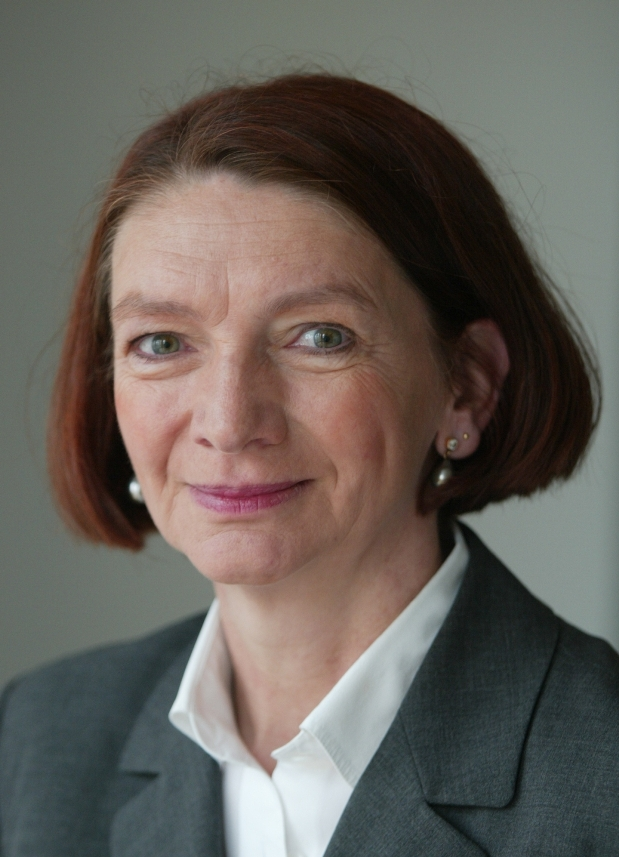
Jutta Wagner 2010

Jutta Wagner (* 15. Juni 1949 in Kassel) ist eine deutsche Juristin und lebt in Berlin.

## Leben und Leistungen
Jutta Wagner wuchs auf in Dortmund, Düsseldorf, Bochum, am Bodensee und in Hamburg. Sie studierte Jura von 1970 bis 1973 in Hamburg und Berlin, wo sie das Erste Staatsexamen 1973 bestand. Danach wurde sie an der Freien Universität Berlin als Assistentin für Ausbildungsfragen angestellt.
Ihr Referendariat verbrachte sie in Berlin und legte im Juli 1978 das Zweite Staatsexamen ab. Seit November 1978 arbeitet Jutta Wagner als Rechtsanwältin; die Jahre von 1989 bis 1991 verbrachte sie in Brüssel. Seit 1996 ist sie auch Notarin sowie seit 1997 Fachanwältin für Familienrecht und befasst sich in ihrer Kanzlei mit Fällen aus dem Familien- und Erbrecht sowie mit Notarangelegenheiten.
Schon 1980 hatte Wagner vor dem Bundesverfassungsgericht dafür gestritten, dass auch unverheiratete Väter mit Zustimmung der Mutter die elterliche Sorge für ihr Kind ausüben können, und damals verloren. 2011 war sie über das andere Extrem nicht erfreut: Unverheiratete Väter können im Zuge einer Neuregelung gleiches Elternrecht, gemeinsames Sorgerecht einfordern, was nach Aussage von Wagner zu einer Klageflut vor Familiengerichten führen wird.

## Funktionen und Auszeichnungen
- Von 1993 bis 2005 bekleidete Wagner die Funktion einer ehrenamtlichen Vorsitzenden Richterin am Anwaltsgericht.
- Von 1985 bis 1989 war sie Mitglied im Vorstand der Rechtsanwaltskammer Berlin.
- Jutta Wagner ist seit 1984 Mitglied des Deutschen Juristinnenbundes e. V. (DJB). Dem Vorstand des Landesverbands Berlin gehört sie seit 1997 an. Von 1999 bis 2004 war sie DJB-Vorsitzende in Berlin.
- Wagner war von 2005[2] bis 2011 Präsidentin des Deutschen Juristinnenbundes.
- 2013 wurde Jutta Wagner mit dem Bundesverdienstkreuz am Bande ausgezeichnet.[3]